# Conservatorium Haarlem

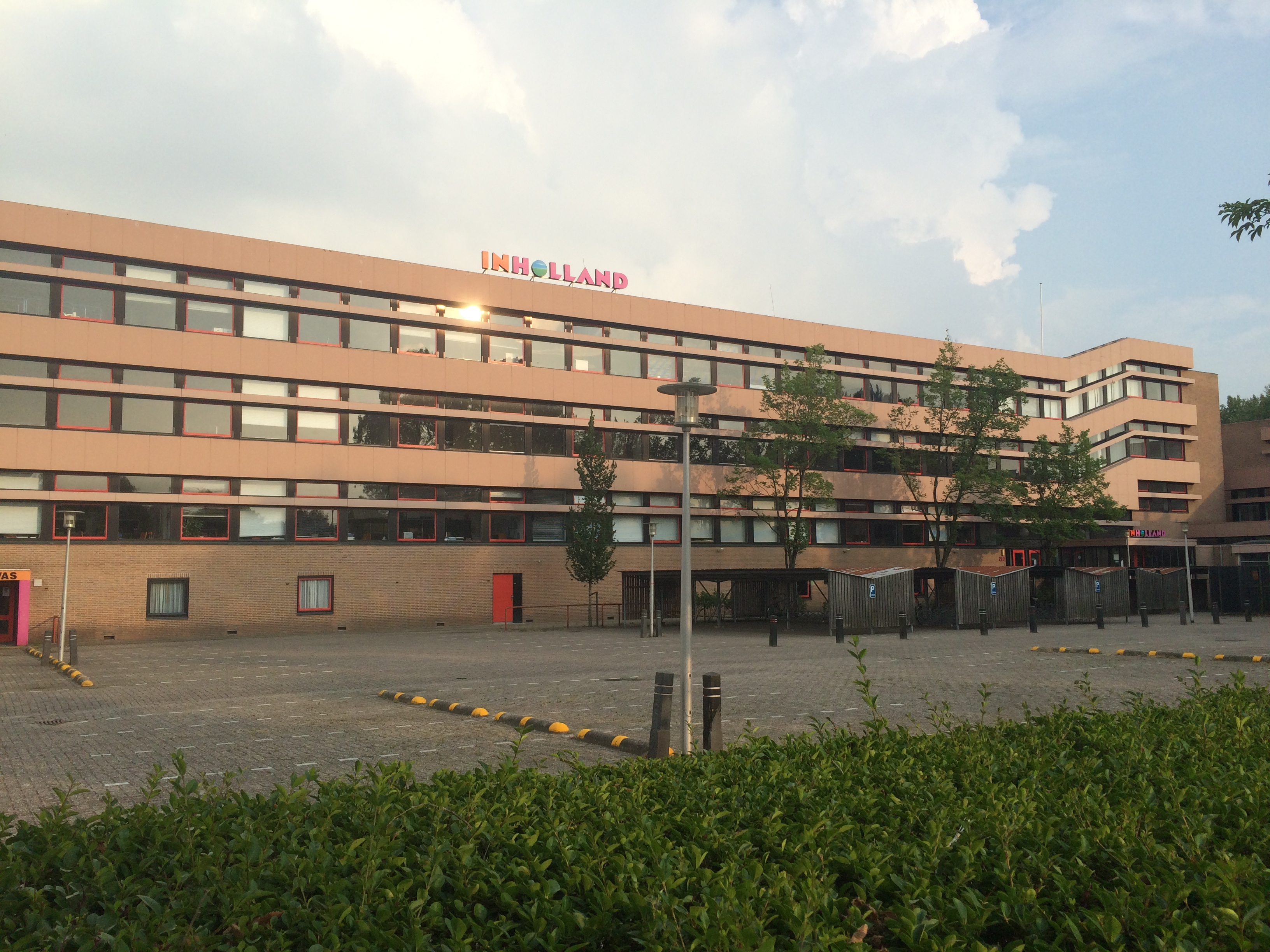
Conservatorium Haarlem

Het Conservatorium Haarlem is een van de negen conservatoria in Nederland en is onderdeel van Hogeschool Inholland.

## Geschiedenis
Na gestart te zijn als muziekpedagogische academie werd het instituut in 1985 omgevormd tot conservatorium. In 2004 werd besloten de klassieke afdeling te sluiten. In 2010 werd het Conservatorium van Alkmaar verhuisd naar de vestiging van Hogeschool Inholland in Haarlem, omdat deze locatie meer en betere faciliteiten had. Momenteel biedt het conservatorium de studierichtingen Pop, E-music en Creative Artist .